# Billard danois

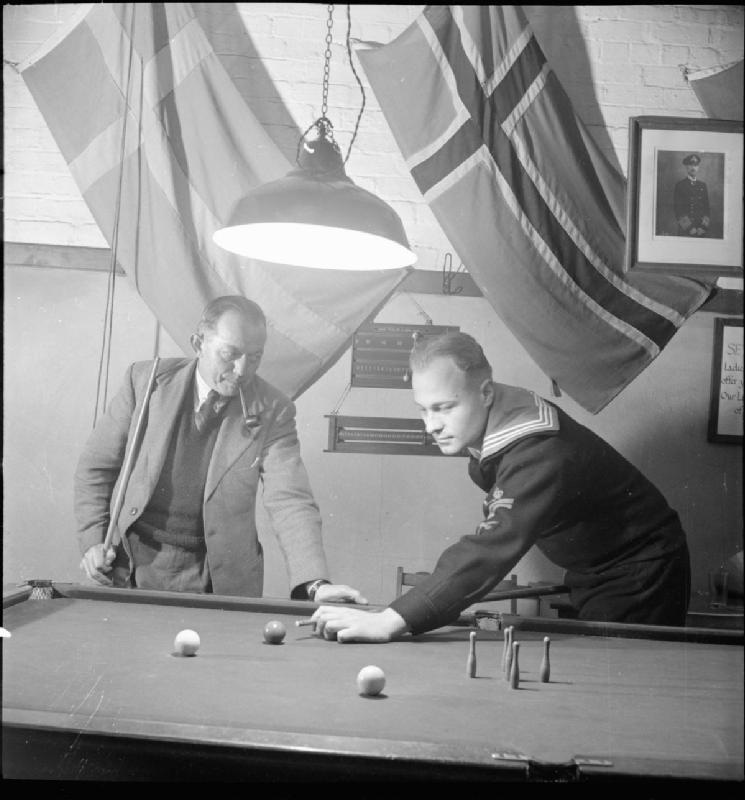
Deux hommes jouant au billard danois en 1943.

Le billard danois (en danois : keglebillard) est une variante du billard jouée traditionnellement au Danemark.

## Principe du jeu
Le billard danois se joue sur une table à six poches, avec une boule rouge et deux boules blanches. Cinq quilles sont placées sur cette table à des positions déterminées formant une croix. À l'inverse des autres variantes de billard telles le snooker, les deux joueurs utilisent la boule rouge en tant que boule de choc et non les boules blanches,.
Assez proche du billard italien plus connu à l'international, le billard danois se distingue de ce dernier par la taille de ses quilles, cinq fois plus grandes, ainsi que par la table de jeu : le billard italien se pratique sur une table sans poches, à l'inverse de la version danoise jouée sur une table à poches.

## Règles
De manière simplifiée, les points marqués sont attribués de plusieurs manières : en renversant les quilles (2 points par quille), ou en touchant les deux boules blanches en un seul tir (4 points). Une quille doit être renversée par une boule blanche,.
Les deux fautes les plus courantes sont renverser une quille avec la boule de choc, et rentrer la boule de choc dans une des poches.
La partie se termine lorsque l'un des joueurs atteint le nombre de points convenu en début de la manche.

## Pratique
Comme l'indique son nom, le billard danois est principalement joué au Danemark,. On le retrouve aussi de manière plus confidentielle en Suède.

## Variantes
Le skomager est une variante populaire, aux règles plus ouvertes et qui peut être jouée par plus de deux joueurs et en une seule manche. Cette pratique est particulièrement jouée dans les bars et dans les pubs. La différence la plus notable avec les règles classiques concerne la comptabilisation des points : en cas de faute, les points qui étaient potentiellement marqués par le joueur sont reversés aux autres joueurs.